# Thompson Autorifle

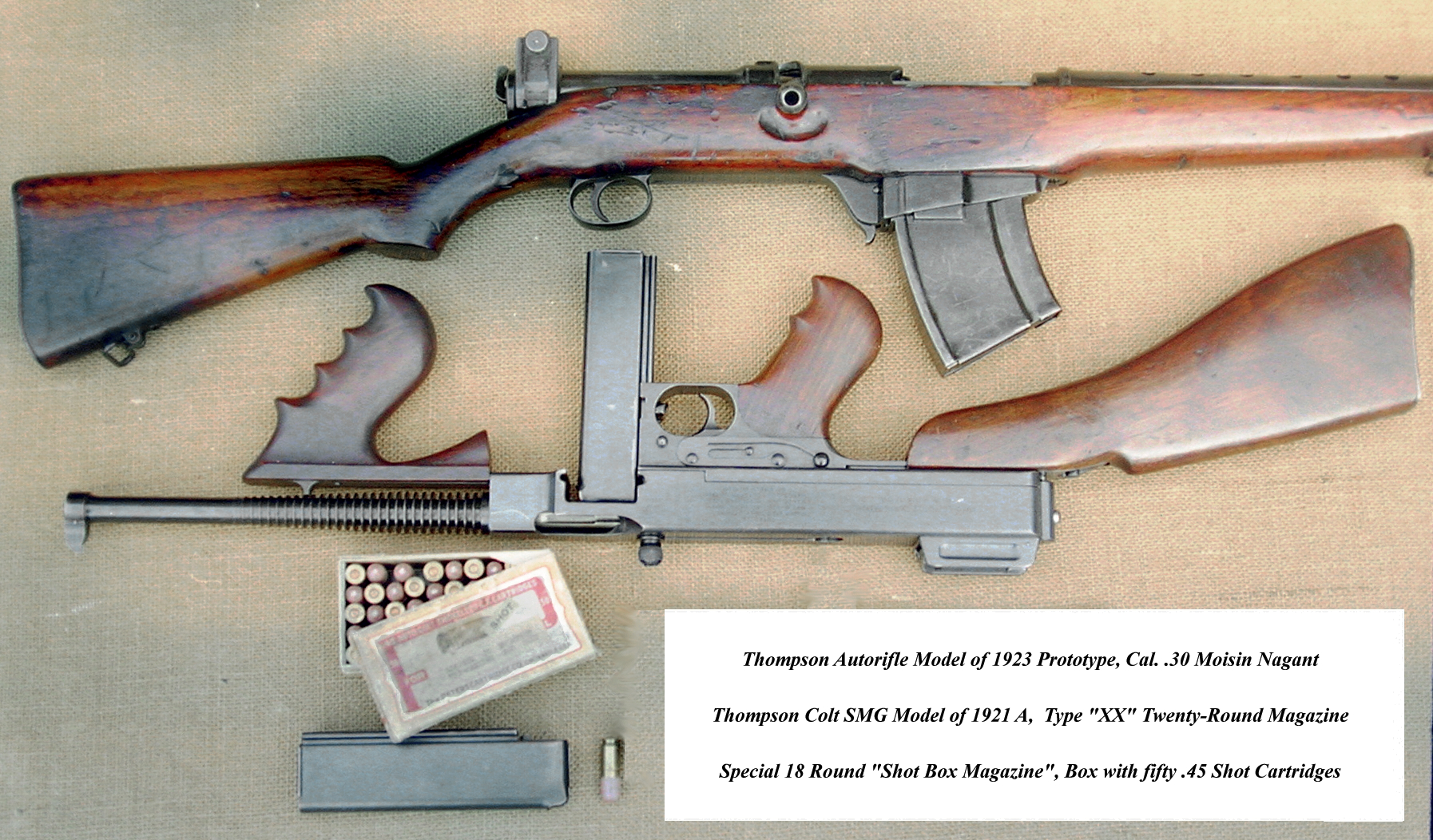
Thompson Autorifle.

Thompson Autorifle là một khẩu súng trường bán tự động được sử dụng một Khóa blish để trì hoãn hành động của vũ khí. Nó được khoang ở 0,30-06, với mô hình 1923 tại 7.62×54mmR đạn súng trường Nga.
Một số nguyên mẫu của Autorifle đã được đệ trình bởi Auto - Ordnance để quân đội với các thử nghiệm súng trường bán tự động, nhưng nó đã không được thông qua. Các Autorifle mẫu 1929, trong 0,276 Pedersen, đã được thử nghiệm trong một cuộc thi với súng trường bởi JD Pedersen (chậm blowback) và John C. Garand (sử dụng khí), mà đỉnh cao trong việc nhận con nuôi của M1 Garand.
Về mặt tích cực, những hành động Autorifle tránh sự phức tạp của recoil - hoạt động và hành động sử dụng khí. Về mặt tiêu cực, đạn được bôi trơn Autorifle cần thiết cho hoạt động đúng đắn và các phóng vỏ hộp mực dành rất bạo lực để gây nguy hiểm cho người qua đường.
Thompson Autorifle là một khẩu súng trường bán tự động khoang trong vòng.30 06. Nó sử dụng một vít trì hoãn hoạt động blowback nơi bolt có 85° góc cạnh bị gián đoạn lugs khóa phía sau đó phải vượt qua vòng xoay 110° (90° để mở khóa trước khi pha trộn góc 70°/40° 6°) mà trì hoãn hành động đến khi áp suất khí giảm xuống mức an toàn để đẩy. Các tia cocks tiền đạo trên mở (a la Mauser) và cháy từ một vị trí đóng. Khi bắn cò khi kéo đẩy một đòn bẩy nối với cò súng để bắn các loại vũ khí. Người nhận là của một tiết diện tròn với công tắc an toàn ở phía sau cùng với tầm nhìn phía sau. Các tạp chí là vũ nữ thoát y bú nắm giữ 5 viên đạn và bôi trơn bằng miếng tẩm dầu, nguyên mẫu sau đó sử dụng 20 vòng tạp chí M1918 BAR.